# Johannes Stenrat
Johannes Stenrat (* um 1410–15 wohl in Lübeck; † 1484 ebenda) war ein deutscher Maler und Bildhauer des 15. Jahrhunderts, der in Lübeck wirkte.

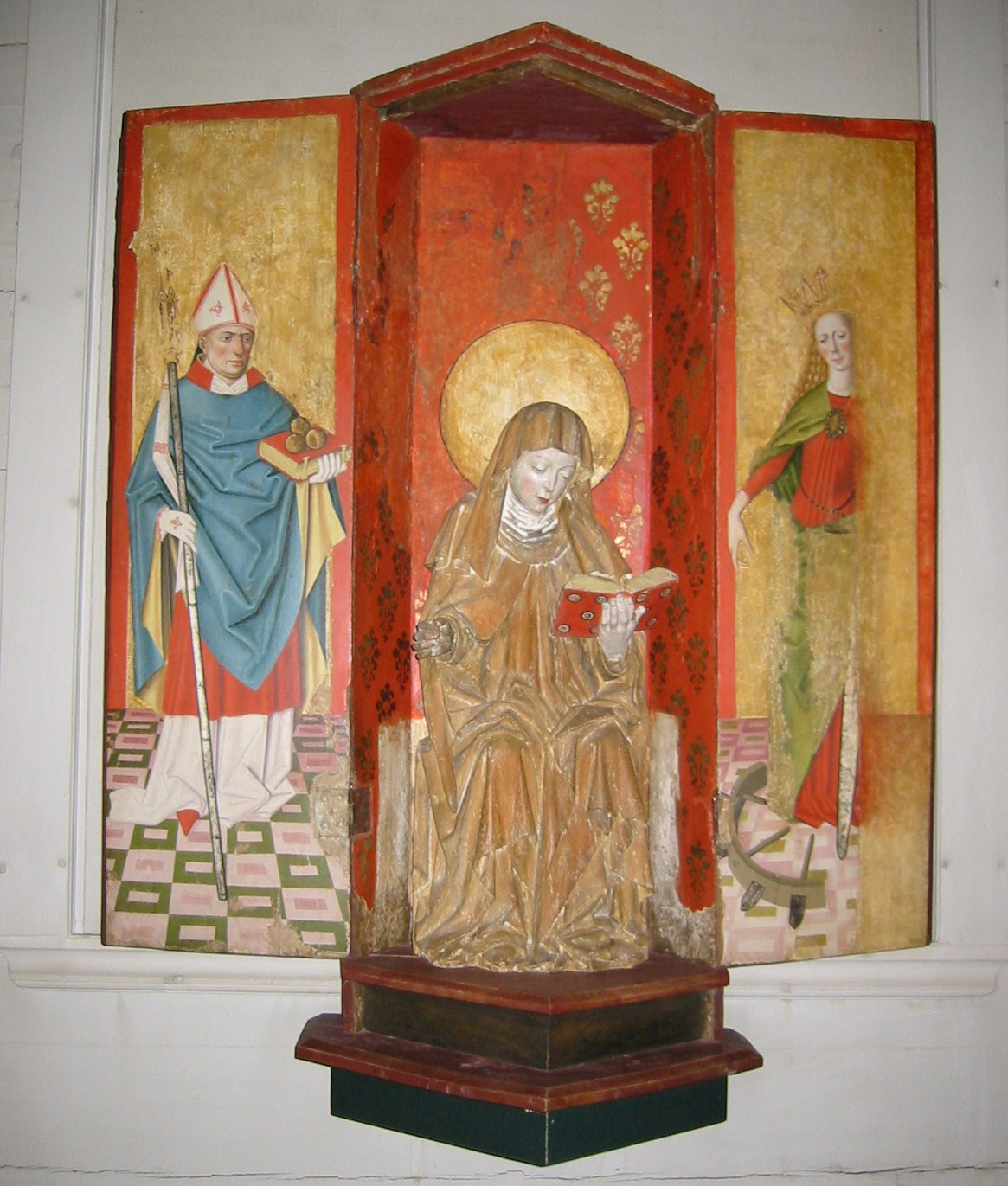
Birgittaskulptur in Kråksmåla Kirche, Schweden.

## Leben und Werk
Stenrat wird aufgrund seines ansehnlichen Vermögens in alten Lübecker Urkunden häufiger nachgewiesen. Die urkundlichen Bezüge zu seinem Werk sind weniger häufig. Da die Hansestadt Lübeck zu dieser Zeit einer der Handelsplätze für spätgotische Kunst in Nordeuropa war, sind die Belege seines Schaffens im Zuge hansischen Handels weit verstreut.
Stenrat vollendete den Hochaltar seines Kollegen Hans Hesse (Bildschnitzer) (1456) in der zum Birgittinenkloster gehörenden Klosterkirche Vadstena (1458/59). Seine Signatur findet sich auf dem 1471 entstandenen Altar von Bälinge in Schweden. Aufgrund dieser beiden Arbeiten werden ihm von Kunsthistorikern weitere Arbeiten zugeordnet, darunter die Mondsichelmadonna und der Heilige Olav der Bergenfahrer sowie die Skulpturen des Lukas-Altars im St.-Annen-Museum Lübeck, Retabel aus Sånga und Husby im Museum von Stockholm.
Er wird als wichtiges Bindeglied der niederdeutschen Bildschnitzerei in der Folge zwischen dem Meister Francke und Bernt Notke angesehen.

## Rezeption
Die Stenrat zugeschriebene Birgittaskulptur in Kråksmåla Kirche wird auf einer schwedischen Briefmarke von 2003 abgebildet.